# Danijel Milićević
Danijel Milićević, né le 5 janvier 1986 à Bellinzone en Suisse, est un footballeur international et entraîneur bosnien qui joue au poste de milieu de terrain. Il possède également les nationalités suisse et serbe.

## Biographie

### Débuts en Suisse
Danijel Milićević effectue sa formation au FC Lugano avant de rejoindre l'Yverdon-Sport FC, club avec lequel il fait ses débuts en première division suisse. Au sortir de la saison 2007-2008, alors que le club évolue en seconde division, son contrat n'est pas renouvelé. 

### Découverte de la Belgique

#### KAS Eupen
Libre, il rejoint la KAS Eupen en janvier 2009. Pour sa première titularisation sous son nouveau maillot, il inscrit un doublé pour une victoire 1-3 à Tirlemont. Milićević y est l'un des artisans de la montée en Jupiler Pro League, la première division, au terme de la saison 2009-2010 avec 8 buts et 9 passes décisives à son actif. Son équipe y effectue un aller-retour. Lors des play-offs pour le maintien, Eupen remporte son barrage face à Charleroi qui lui permet de disputer un tour final face à un club de D2, qu'ils perdront. 

#### Royal Charleroi Sporting Club
Danijel met alors les voiles pour Charleroi, club qu'il avait condamné à la relégation avec Eupen, y paraphant un contrat de 2 ans le 16 août 2011. Le 14 avril 2012, le club est sacré champion de Belgique de division 2 et remonte en Jupiler Pro League au terme de la saison 2011-2012. Il délivre alors 13 passes décisives et trouve à 4 reprises le chemin des filets. Milićević participe ensuite activement au maintien du Sporting en première division lors de la saison 2012-2013. Il dispute encore la première moitié de la saison 2013-2014, où son compteur personnel affichait déjà 3 buts et 8 passes décisives en 20 titularisations, sous les couleurs zébrées avant de quitter le club.

#### La Gantoise
Le 14 janvier 2014, le Suisse paraphe un contrat portant sur une durée de trois ans et demi à La Gantoise. Le 21 mai 2015, le club remporte, pour la première fois de son histoire, le titre de Champion de Belgique. Il se révèle ainsi à l'Europe lors de l'exercice 2015-2016, marquant trois buts en Ligue des Champions dont deux face à l'Olympique Lyonnais, son troisième face au Zénith qualifiant les siens pour les huitièmes de finale.
La saison suivante, ses exploits continuent en Ligue Europa. Sur coup franc, il inscrit le premier but gantois dans la phase de groupes contre Braga (1-1). A domicile face à Konyaspor, Renato Neto marque le but du 2-0 sur un de ses centres, Danijel trouvant lui-même le chemin des filets contre le Chakhtar Donetsk (succès 3-5) et de nouveau contre Braga, réalisation qui leur permet de jouer leur qualification pour les phases finales lors de la dernière journée. Ces performances sont récompensées par sa présence dans l'équipe type de l'UEFA de la phase de groupes.

##### Prêt au FC Metz
Lors de la saison 2017-2018, le KAA Gent connait un début de saison laborieux, ne récoltant que 6 points sur 27. Hein Vanhaezebrouck, l'entraîneur qui les avait menés vers les sommets finit par être congédié, suppléé par Yves Vanderhaeghe. Ce dernier redresse la barre, notamment à travers une série de cinq victoires consécutives. Des succès conquis sans Milićević, passé de pion essentiel à simple joueur de rotation, comptant seulement sept entrées en jeu à la suite de la nomination du nouvel entraîneur. Le 5 janvier 2018, il est ainsi prêté au FC Metz, cherchant à se renforcer dans sa quête pour son maintien en Ligue 1.
Il découvre le championnat français le 13 janvier à l'occasion d'un déplacement à Dijon (1-1), remplaçant Julian Palmieri à la 55e minute de jeu. Titularisé quatre jours plus tard, il délivre sa première passe décisive pour Nolan Roux, concluant une victoire trois buts à zéro face à Saint-Etienne.

#### KAS Eupen
Lors son deuxième passage à la KAS EUPEN, Danijel Milicevic signe un contrat de 2 saisons en faveurs des Pandas. Il montre encore son talent en comptabilisant 43 matchs pour 5 buts et 8 passes décisives mais ne sera malheureusement pas conservé au club en raison de son âge. Il se retrouvera donc sans contrat à la fin de la deuxième saison.

#### RFC Seraing
Le 14 octobre 2020, alors sans club, Danijel Milićević s'engage avec le RFC Seraing en deuxième division belge, où il ne jouera que 561 minutes réparti sur 11 matchs pour 1 passe décisive.
A la fin de cette saison, Danijel tirera sa révérence et mettra un terme à sa belle carrière de joueur de football professionnel en Belgique. 

### En sélections nationales
Il porte le maillot de l'équipe nationale suisse à plusieurs reprises en avec les moins de 19 ans, les moins de 20 ans et enfin les moins de 21 ans.
Possédant les nationalités suisse, bosnienne et serbe, il était susceptible d’être appelé par ces trois sélections. Avant l'Euro 2016, et malgré de bonnes performances sous le maillot de La Gantoise, il n'est pas repris avec la Nati, le sélectionneur Vladimir Petković avançant notamment l'âge du joueur (30 ans) comme argument. Finalement, malgré son penchant prononcé pour son pays de naissance, il fait ses débuts sous les couleurs bosniennes lors du premier match de la Bosnie-Herzégovine dans les éliminatoires de la Coupe du monde 2018 face à l'Estonie (victoire 5-0), fixant ainsi sa nationalité sportive. Réserviste, il rentre en jeu à la 75e minute en remplacement d'Edin Višća.

### Carrière d'entraîneur

#### KAA La Gantoise
En juin 2021, Danijel Milicevic intègre le staff technique de La Gantoise, dirigé par le T1 Hein Vanhaezebrouck.  
Durant la saison 2024-2025, il devient entraîneur principal par interim en remplacement de Wouter Vrancken, qui a décidé de commun accord de quitter le club le 21 janvier 2025.
Danijel Milicevic est officiellement nommé entraîneur principal le 28 mars 2025, après avoir reussi à qualifier les Buffalos en PO1.
Il a signé un contrat jusqu'en juin 2028.
Le 27 mai 2025, Danijel Milicevic est démis de ses fonctions d'entraîneur principal suite a des PO1 catastrophiques : 9 défaites en 10 matches avec 4 buts marqués contre 39 buts encaissés. 
La direction du club n'exclut toutefois pas de maintenir le serbe dans un autre rôle au sein du club.

## Statistiques
| Saison                | Club                  | Championnat           | Championnat | Championnat | Coupe(s) nationale(s) | Coupe(s) nationale(s) | Supercoupe | Supercoupe | Compétition(s) continentale(s) | Compétition(s) continentale(s) | Compétition(s) continentale(s) | Total | Total |
| Saison                | Club                  | Division              | M.          | B.          | M.                    | B.                    | M.         | B.         | Comp.                          | M.                             | B.                             | M.    | B.    |
| 2004-2005             | FC Lugano             | Challenge League      | 0           | 0           | 0                     | 0                     | -          | -          | -                              | -                              | -                              | 0     | 0     |
| 2005-2006             | FC Lugano             | Challenge League      | 12          | 2           | 1                     | 0                     | -          | -          | -                              | -                              | -                              | 13    | 2     |
| Sous-total            | Sous-total            | Sous-total            | 12          | 2           | 1                     | 0                     | -          | -          | -                              | -                              | -                              | 13    | 2     |
| 2005-2006             | Yverdon-Sport FC      | Swiss Super League    | 17          | 3           | 0                     | 0                     | -          | -          | -                              | -                              | -                              | 17    | 3     |
| 2006-2007             | Yverdon-Sport FC      | Challenge League      | 24          | 2           | 3                     | 3                     | -          | -          | -                              | -                              | -                              | 27    | 5     |
| 2007-2008             | Yverdon-Sport FC      | Challenge League      | 31          | 1           | 3                     | 0                     | -          | -          | -                              | -                              | -                              | 34    | 1     |
| Sous-total            | Sous-total            | Sous-total            | 72          | 6           | 6                     | 3                     | -          | -          | -                              | -                              | -                              | 78    | 9     |
| 2008-2009             | KAS Eupen             | Proximus League       | 11          | 5           | 0                     | 0                     | -          | -          | -                              | -                              | -                              | 11    | 5     |
| 2009-2010             | KAS Eupen             | Proximus League       | 38          | 8           | 0                     | 0                     | -          | -          | -                              | -                              | -                              | 38    | 8     |
| 2010-2011             | KAS Eupen             | Jupiler Pro League    | 32          | 3           | 0                     | 0                     | -          | -          | -                              | -                              | -                              | 32    | 3     |
| Sous-total            | Sous-total            | Sous-total            | 81          | 16          | 0                     | 0                     | -          | -          | -                              | -                              | -                              | 81    | 16    |
| 2011-2012             | Sporting de Charleroi | Proximus League       | 29          | 4           | 0                     | 0                     | -          | -          | -                              | -                              | -                              | 29    | 4     |
| 2012-2013             | Sporting de Charleroi | Jupiler Pro League    | 26          | 3           | 2                     | 0                     | -          | -          | -                              | -                              | -                              | 28    | 3     |
| 2013-2014             | Sporting de Charleroi | Jupiler Pro League    | 20          | 3           | 1                     | 0                     | -          | -          | -                              | -                              | -                              | 21    | 3     |
| Sous-total            | Sous-total            | Sous-total            | 75          | 10          | 3                     | 0                     | -          | -          | -                              | -                              | -                              | 78    | 10    |
| 2013-2014             | La Gantoise           | Jupiler Pro League    | 10          | 0           | 2                     | 0                     | -          | -          | -                              | -                              | -                              | 12    | 0     |
| 2014-2015             | La Gantoise           | Jupiler Pro League    | 33          | 9           | 4                     | 1                     | -          | -          | -                              | -                              | -                              | 37    | 10    |
| 2015-2016             | La Gantoise           | Jupiler Pro League    | 33          | 5           | 4                     | 0                     | 1          | 0          | C1                             | 8                              | 3                              | 46    | 8     |
| 2016-2017             | La Gantoise           | Division 1A           | 33          | 5           | 3                     | 0                     | -          | -          | C3                             | 12                             | 3                              | 48    | 8     |
| 2017-2018             | La Gantoise           | Division 1A           | 17          | 1           | 3                     | 4                     | -          | -          | C3                             | 2                              | 1                              | 22    | 6     |
| 2017-2018             | FC Metz (prêt)        | Ligue 1               | 12          | 0           | 1                     | 0                     | -          | -          | -                              | -                              | -                              | 13    | 0     |
| 2018-2019             | KAS Eupen             | Division 1A           | 1           | 0           | 0                     | 0                     | -          | -          | -                              | -                              | -                              | 1     | 0     |
| Sous-total            | Sous-total            | Sous-total            | 139         | 20          | 17                    | 5                     | 1          | 0          | -                              | 18                             | 7                              | 175   | 32    |
| Total sur la carrière | Total sur la carrière | Total sur la carrière | 379         | 54          | 27                    | 8                     | 1          | 0          | -                              | 18                             | 7                              | 425   | 69    |

## Palmarès
- Sporting de Charleroi
  - Championnat de Belgique D2
    - Vainqueur : 2012

- La Gantoise
  - Championnat de Belgique
    - Vainqueur : 2015

  - Supercoupe de Belgique
    - Vainqueur : 2015